# جون بورجي
جون بورجي (بالإنجليزية: John Burgee) (ولد في 28 أغسطس 1933) هو مهندس معماري أمريكي بارز، عُرف بمساهماته في مجال العمارة ما بعد الحداثية، خاصة من خلال شراكته الطويلة مع المعماري الشهير فيليب جونسون.

## الشراكة مع فيليب جونسون
بدأت شراكة بورجي مع فيليب جونسون عام 1967، وأسسا معًا مكتب Johnson/Burgee Architects، والذي أصبح من أبرز المكاتب المعمارية في الولايات المتحدة خلال العقود التالية.
من أبرز المشاريع التي أنجزاها سويًا:
- برج بنزويل (Pennzoil Place) في هيوستن، تكساس، والذي يُعد علامة بارزة في تصميم ناطحات السحاب.[3]
- مقر AT&T العالمي (المعروف اليوم باسم مبنى سوني) في نيويورك، أحد أبرز رموز العمارة ما بعد الحداثية.[4]

## نهاية الشراكة والتقاعد
في عام 1991، تولّى بورجي السيطرة على المكتب وأبعد جونسون عنه، إلا أن الشركة أفلست لاحقًا، مما أدى فعليًا إلى نهاية مسيرته المعمارية.

## الأسلوب المعماري والمساهمات المهنية
يُعرف جون بورجي بأسلوبه الذي يجمع بين العناصر الكلاسيكية والتفكيكية في إطار ما بعد حداثي متكامل. فقد سعى، برفقة فيليب جونسون، إلى تجاوز قيود الحداثة البحتة عبر توظيف الرموز التاريخية، والأقواس، والواجهات المُزخرفة التي تُضفي بُعدًا إنسانيًا على المباني التجارية والمعمار المؤسسي.
ساهمت أعمال بورجي في تشكيل صورة ناطحات السحاب الأمريكية في السبعينيات والثمانينيات، إذ أظهرت توازنًا بين الجاذبية البصرية والوظيفية، وكان لها دور بارز في إعادة تعريف مظهر المراكز المالية الحضرية في مدن مثل نيويورك وهيوستن وشيكاغو.

## النشاط الأكاديمي والتأثير
بالإضافة إلى عمله المهني، شارك بورجي في عدد من المؤتمرات الأكاديمية كمحاضر زائر، خصوصًا في كليات الهندسة المعمارية بجامعات مرموقة مثل جامعة ييل وجامعة كولومبيا، حيث ناقش تحولات التصميم المعماري في حقبة ما بعد الحداثة ودور العمارة الرمزية في صياغة الهوية الثقافية الحضرية.
كما نُشرت عدة مقالات أكاديمية تناولت تأثير شراكته مع جونسون على الفكر المعماري الحديث، وأكدت على الدور الريادي الذي لعبه بورجي في منح العمارة الأميركية طابعًا تواصليًا يتجاوز الشكل الهندسي البحت.

## بعد الانفصال عن فيليب جونسون
في عام 1991، وبعد أكثر من عقدين من الشراكة، قام بورجي بإقصاء فيليب جونسون من مكتب Johnson/Burgee Architects، في خطوة مثيرة للجدل داخل الأوساط المعمارية. وقد واجه المكتب تحديات مالية وإدارية متسارعة عقب مغادرة جونسون، ما أدى إلى تراجع ملحوظ في حجم المشاريع الجديدة، وانخفاض ثقة العملاء بالشركة التي كانت تعتمد على الثقل الرمزي لاسم جونسون.
في السنوات التالية، واجه المكتب دعاوى قانونية مرتبطة بمشاريع متعثرة، وانخفضت السيولة التشغيلية، ما أدى إلى إعلان الإفلاس لاحقًا. ومع إغلاق المكتب، انتهت فعليًا المسيرة المهنية لبورجي في مجال التصميم المعماري، رغم بقاء اسمه جزءًا من تاريخ العمارة الأمريكية لما بعد الحداثة.

## حياته اللاحقة
تقاعد بورجي من العمل المهني، ويقيم حاليًا في ولاية كاليفورنيا.

## وصلات خارجية
- مقال في Architectural Digest عن بورجي
- ArchDaily – تحليل لمبنى AT&T من تصميم جونسون وبورجي
- نيويورك تايمز – سبب مغادرة جونسون للشركة